# Andria Busic
Andria Busic (São Paulo, 9 de outubro de 1965) é um músico, cantor e produtor musical brasileiro 
Atualmente, é vocalista e baixista na banda de hard rock Dr. Sin.

## Carreira
Tudo começou por volta de 1970, quando Andria e seu irmão Ivan Busic começaram a se interessar pelo Rock 'N Roll, influenciados pelo seu pai, o famoso trompetista de jazz croata André Busic, fundador da Traditional Jazz Band. Além de bandas como Beatles, Rush, Led Zeppelin, Black Sabbath, Deep Purple, na casa dos Busic também se escutava vários estilos diferentes, como jazz, blues e country, despertando a paixão pela música nos irmãos, que logo começaram a se dedicar aos seus respectivos instrumentos.
No ano de 1984, os Busic formam o Prisma, nome que logo depois seria trocado para Platina, gravando assim seu LP de estreia pela gravadora Baratos Afins, com a seguinte formação: Sérgio Semam (v), Daril Parisi (g), Ivan Busic (d) e Andria Busic (b/v).
Depois de um certo tempo parado o Platina decide retornar, e em 1988, provisoriamente com o nome Slogan, que logo depois foi mudado para Cherokee. Com a formação diferente, e contando agora com Renato Nunes nas guitarras (ex-Harppia), o álbum é lançado novamente pelo selo Baratos Afins.
Andria ainda passa rapidamente pelo Ultraje a Rigor, onde faz alguns shows com a banda, na qual também fez participação no álbum Crescendo e no Por que Ultraje? junto à seu irmão Ivan. Andria ainda gravou o clipe da música "O Chiclete".
No mesmo ano, Wander Taffo, um guitarrista de renome no país, convida os Busic para gravar o álbum Taffo, com participações especiais de artistas nacionalmente conhecidos, como Herbert Vianna, Lulu Santos e Lobão. Para produzir o álbum, foi chamado o requisitado produtor Liminha (ex-Mutantes), gravando o álbum no estúdio Nas Nuvens (RJ) e mixando-o em Los Angeles (EUA), com lançamento nacional pela gravadora Warner. Em 1989, sai o segundo trabalho da banda: Rosa Branca que fez relativo sucesso, com direito a clipe na MTV e aparições em TV. Em 1992, a banda Taffo encerra suas atividades. Andria passou pela banda de Supla, gravando o CD Encoleirado.
Logo após a saída da banda de Supla, com seu irmão e Edu Ardanuy formaram o Dr. Sin e arrumaram as malas. Viajaram para os EUA, onde gravaram fitas demo, que foram enviadas para várias gravadoras ao redor do mundo, conseguindo assim, um contrato com a Warner International no ano de 92. A banda participou de muitos festivais de rock importantes como o Rock in Rio, Hollywood Rock, Monsters of Rock (em ambas edições, 1994 e 2013), Skol Rock e o M2000 Summer Concerts.
Andria passou a integrar paralelamente ao Dr. Sin, a antológica banda Casa das Máquinas
Em março de 2016, encerram as atividades da banda Dr Sin. No mesmo ano, os irmãos Andria e Ivan, formam a banda BUSIC com Zeca Salgueiro (guitarra base e backings) e com Thiago Melo, guitarrista acreano, que se destacou numa enorme lista de outros músicos que participaram de uma disputa para integrarem a nova banda.
Em abril de 2016, se apresenta com o Ultraje a Rigor no programa The Noite com Danilo Gentili, no SBT, substituindo o baixista Mingau.
Em dezembro de 2016, lançam o CD também intitulado BUSIC, inteiramente gravado no BUSIC Produções, produzido, mixado e masterizado pelo Andria Busic.
Em outubro de 2018, os irmãos Andria e Ivan Busic retomam as atividades do Dr. Sin, agora com o guitarrista convidado Thiago Melo, que participou e venceu anteriormente a seleção com mais de 200 guitarristas para a banda Busic, projeto paralelo dos irmãos. 
A partir de setembro de 2023, substitui novamente Mingau nas funções de baixista da banda pelo The Noite com Danilo Gentili, enquanto que o músico estava internado desde o dia 3 do mesmo mês após levar um tiro na cabeça em Paraty, ficando em estado grave.

### Vida pessoal
É torcedor do São Paulo.[carece de fontes?]

## Discografia
Platina
- Platina (1985)

Cherokee
- Pegando Fogo (1988)

Ultraje a Rigor
- Por quê Ultraje a Rigor? (1989)

Wander Taffo
- Wander Taffo (1989)

Banda Taffo
- Rosa Branca (1991)

Supla
- Encoleirado (1992)

Dr. Sin
- Dr. Sin (1993)
- Brutal (1995)
- Insinity (1997)
- Alive (1999)
- Dr. Sin II (2000)
- 10 Anos Ao Vivo (2003)
- Listen to the Doctors (2005)
- Bravo (2007)
- Original Sin (2009)
- Animal (2011)
- Intactus (2014)
- Back Home Again (2019)

Casa das Máquinas
- Ensaio 2007 (edição limitada vendida apenas no Festival Psicodália) (2008)

Busic
- Busic (2016)

## Prêmios

### Melhores do Ano -Roadie Crew
| Ano  | Categoria          | Indicação | Resultado |
| ---- | ------------------ | --------- | --------- |
| 2019 | Vocalista Nacional |           | Venceu    |
| 2019 | Baixista Nacional  |           | Venceu    |